# Onesia tessellata
Onesia tessellata este o specie de muște din genul Onesia, familia Calliphoridae. A fost descrisă pentru prima dată de Robineau-desvoidy în anul 1830.
Este endemică în Franța. Conform Catalogue of Life specia Onesia tessellata nu are subspecii cunoscute.